# Ramón Liarte
Ramón Liarte Viu (Almudévar, 30 de agosto de 1918-Toulouse, 10 de enero de 2004) fue un dirigente anarcosindicalista y escritor español.

## Biografía
Se estableció con su familia en Barcelona desde la infancia. Se formó de manera autodidacta y durante la Segunda República llegó a ser el secretario general de las Juventudes Libertarias de Cataluña.
Al estallar la Guerra Civil se alistó en la Columna Durruti, de la que fue redactor de su diario El Frente. Durante 1937-1938 continuó como secretario de las Juventudes Libertarias y fue miembro del comité provincial de la Federación Anarquista Ibérica (FAI). Al acabar la guerra se exilió en Francia y pasó por los campos de concentración de Vernet y Djelfa, en Argelia (1942), así como por las cárceles de Torre del Temple, Fresnes, en el Valle del Marne y en el Stade Roland Garros. Consiguió escapar con ayuda del sindicato CGT francés y colaboró con la resistencia contra la ocupación nazi de Francia. Al terminar la Segunda Guerra Mundial planeó una invasión de maquis por el País Vasco, pero durante una estancia en España fue detenido y preso en las cárceles de Cuevas del Almanzora, Almería y Granada. Al ser puesto en libertad regresó a Francia.
Formó parte del comité reconstituido del Movimiento Libertario Español y en 1951 participó en el Congreso de la Asociación Internacional de los Trabajadores (AIT). En 1955 sustituyó a Miguel Vallejo Sebastián como Secretario General de la Confederación Nacional del Trabajo (CNT), fracción posibilista. Dirigió el diario España Libre y trabajó por la reunificación de la CNT. En 1965 participó en el Congreso de Montpellier que cimentó la alianza entre CNT, la Unión General de Trabajadores (UGT) y el sindicato vasco ELA-STV. A la muerte de Franco volvió a España y dirigió Solidaridad Obrera entre 1980-1982. Fue autor de varios libros, así como artículos en prensa libertaria.